# Syrphetodes simplex
Syrphetodes simplex is een keversoort uit de familie Ulodidae. De wetenschappelijke naam van de soort is voor het eerst geldig gepubliceerd in 1903 door Broun.